# Viriat
Viriat – miejscowość i gmina we Francji, w regionie Owernia-Rodan-Alpy, w departamencie Ain.

## Demografia
Według danych na styczeń 2012 roku gminę zamieszkiwały 6343 osoby, a gęstość zaludnienia wynosiła 139,9 osoby/km².